# Pycnoplinthopsis
Pycnoplinthopsis bhutanica — вид растений семейства Капустные (Brassicaceae).
Высотный ареал распространяется от 3200 до 4000 метров над уровнем моря. Широтный ареал включает Бутан, Индию, Непал.

## Ботаническое описание
- Многолетнее травянистое растение.
- Стебли почти всегда разветвлены в верхней части и достигают до 2 см в диаметре.
- Листья ложкообразные или обратноланцетные, редко обратнояйцевидные, листовая пластинка 0,5—4,5×0,4—1,6 см, тонкая, железистая или густоволосистая, с зубчатым краем. Черешки 0,2—5 см длиной, тонкие, плоские.
- Цветоножки длиной 0,5—4 см, намного короче листьев. Чашечки 2,5—5 мм, иногда растрескивающиеся при созревании плодов, с долями 1,5—3,5×1—2,5 мм. Лепестки белые, широкообратнояйцевидные, 0,6—1,3 см длиной и 4—8 мм шириной.
- Плоды линейные или эллипсоидные, 5—11×2—3 мм, со светло-коричневыми эллипсоидными семенами 1—1,4×0,6—0,8 мм.
- Цветёт в мае—июле, плодоносит в августе—сентябре.